# Oleh Zozulja
Oleh Oleksandrovyč Zozulja (in ucraino Олег Олександрович Зозуля?; Kiev, 5 maggio 1965) è un allenatore di calcio a 5 ed ex giocatore di calcio a 5 ucraino.

## Carriera
Con la nazionale maschile di calcio a 5 dell'Ucraina ha disputato l'European Futsal Tournament 1996 concluso dalla selezione est-europea al quinto posto. Nello stesso anno ha partecipato anche al campionato mondiale in cui l'Ucraina è stata sconfitta in semifinale dalla Spagna e nella finalina per il terzo posto dalla Russia.